# كيلوغ (أيداهو)
كيلوغ (بالإنجليزية: Kellogg)‏ هي مدينة أمريكية تقع في ولاية أيداهو. ويبلغ عدد سكانها 2120 نسمة حسب إحصاء سنة 2010 م 2120.

## التركيبة السكانية
قام مكتب تعداد الولايات المتحدة بتحديد بيانات التركيبة السكانية لكيلوغ في تعداد الولايات المتحدة. في ما يلي، التركيبة السكانية حسب تعدادي 2000 و2010.

### تعداد عام 2000
بلغ عدد سكان كيلوغ 2,395 نسمة بحسب تعداد عام 2000، وبلغ عدد الأسر 1,023 أسرة وعدد العائلات 603 عائلة مقيمة في القرية. في حين سجلت الكثافة السكانية 1,235.1 نسمة لكل ميل مربع (476.9/كم2). وبلغ عدد الوحدات السكنية 1,239 وحدة بمتوسط كثافة قدره 639.0 نسمة لكل ميل مربع (246.7/كم2).
وتوزع التركيب العرقي للقرية بنسبة 2.63% من عرقين مختلطين أو أكثر.
بلغ عدد الأسر 1,023 أسرة كانت نسبة 30.0% منها لديها أطفال تحت سن الثامنة عشر تعيش معهم، وبلغت نسبة الأزواج القاطنين مع بعضهم البعض 43.0% من أصل المجموع الكلي للأسر، ونسبة 11.8% من الأسر كان لديها معيلات من الإناث دون وجود شريك، وكانت نسبة 41.0% من غير العائلات. تألفت نسبة 35.3% من أصل جميع الأسر من أفراد ونسبة 16.7% كانوا يعيش معهم شخص وحيد يبلغ من العمر 65 عاماً فما فوق. وبلغ متوسط حجم الأسرة المعيشية 2.94، أما متوسط حجم العائلات فبلغ 2.27.
بلغ العمر الوسطي للسكان 37 عاماً. وكانت نسبة 26.1% من القاطنين تحت سن الثامنة عشر، وكانت نسبة 8.1% بين الثامنة عشر والأربعة وعشرون عاماً، ونسبة 26.1% كانت واقعةً في الفئة العمرية ما بين الخامسة والعشرين حتى الرابعة والأربعين عاماً، ونسبة 21.4% كانت ما بين الخامسة والأربعين حتى الرابعة والستين، ونسبة 18.4% كانت ضمن فئة الخامسة والستين عاماً فما فوق. يوجد لكل 100 أنثى 93.9 ذكر، ويوجد لكل 100 أنثى في الثامنة عشر من عمرها فما فوق 89.1 ذكر.
بلغ متوسط دخل الأسرة في القرية 25,898 دولار، أما متوسط دخل العائلة فبلغ 32,260 دولار. وكان متوسط دخل الذكور 29,214 دولار مقابل 17,391 دولار للإناث. وسجل دخل الفرد الخاص بالقرية 16,274 دولار. وكان من هؤلاء نسبة 30.2% تحت سن الثامنة عشر ونسبة 7.3% في الخامسة والستين من العمر وما فوق.

### تعداد عام 2010
بلغ عدد سكان كيلوغ 2,120 نسمة بحسب تعداد عام 2010، وبلغ عدد الأسر 903 أسرة وعدد العائلات 526 عائلة مقيمة في المدينة. في حين سجلت الكثافة السكانية 535.4 نسمة لكل ميل مربع (206.7/كم2). وبلغ عدد الوحدات السكنية 1,202 وحدة بمتوسط كثافة قدره 303.5 لكل ميل مربع (117.2/كم2).
وتوزع التركيب العرقي للمدينة بنسبة 94.0% من البيض و2.2% من الأمريكيين الأصليين و0.3% من الأمريكيين ذوي الأصول الآسيوية و0.1% من سكان جزر المحيط الهادئ و0.4% من الأمريكيين الأفارقة و2.0% من عرقين مختلطين أو أكثر.
بلغ عدد الأسر 903 أسرة كانت نسبة 29.8% منها لديها أطفال تحت سن الثامنة عشر تعيش معهم، وبلغت نسبة الأزواج القاطنين مع بعضهم البعض 35.8% من أصل المجموع الكلي للأسر، ونسبة 15.3% من الأسر كان لديها معيلات من الإناث دون وجود شريك، بينما كانت نسبة 7.2% من الأسر لديها معيلون من الذكور دون وجود شريكة وكانت نسبة 41.7% من غير العائلات. تألفت نسبة 34.4% من أصل جميع الأسر من أفراد ونسبة 12.4% كانوا يعيش معهم شخص وحيد يبلغ من العمر 65 عاماً فما فوق. وبلغ متوسط حجم الأسرة المعيشية 2.91، أما متوسط حجم العائلات فبلغ 2.29.
بلغ العمر الوسطي للسكان 40.4 عاماً. وكانت نسبة 24.4% من القاطنين تحت سن الثامنة عشر، وكانت نسبة 8.3% بين الثامنة عشر والأربعة وعشرون عاماً، ونسبة 23.5% كانت واقعةً في الفئة العمرية ما بين الخامسة والعشرين حتى الرابعة والأربعين عاماً، ونسبة 27.6% كانت ما بين الخامسة والأربعين حتى الرابعة والستين، ونسبة 16.3% كانت ضمن فئة الخامسة والستين عاماً فما فوق. وتوزع التركيب الجنسي للسكان بنسبة 50.0% ذكور و50.0% إناث.